# Demon (Ghana)
Demon (in der deutschen Kolonialzeit Demong) ist ein Ort im Distrikt Saboba in der Region Nord in Ghana. Die Stadt liegt etwa 25 Kilometer östlich der Stadt Yendi am Westufer des Flusses Oti, der hier die Grenze zum benachbarten Togo bildet.

## Geschichte
Der Ort war eine bedeutende Siedlung der Konkoma. 
Ende des 19. Jahrhunderts lag Demon im sog. Salaga-Gebiet (auch Neutrale Zone genannt), das zwischen den Kolonialmächten Deutschland und Großbritannien umstritten war und um die Stadt Salaga zwischen der Mündung des Dakaflusses in den Weißen Volta und dem 10. Breitengrad nördlicher Breite lag. Das Gebiet wurde mit einem deutsch-britischen Abkommen vom 14. November 1898 aufgelöst, das in Kombination mit dem trinationalen Samoa-Vertrag 1899 ratifiziert wurde. Die neue Grenze verlief weitgehend entlang des Flusslaufs des Daka westlich von Demon, sodass der Ort somit Teil der deutschen Kolonie Togo wurde. Der Ort lag dann im Verwaltungsbezirk Sansane-Mangu.
Im Ersten Weltkrieg wurde der Ort von den Briten besetzt, die es ab 1919 als Teil ihres Völkerbundmandates Britisch-Togoland verwalteten. 1958 entschied sich das Gebiet in einer Volksabstimmung für den Anschluss an das unabhängige Ghana.